# Franz Xaver Wortmann
Franz Xaver Wortmann (* 24. September 1921 in Lette; † 16. Januar 1985) war ein bedeutender deutscher Aerodynamiker.
Nach dem Zweiten Weltkrieg, den er als Pilot und Beobachter bei der deutschen Luftwaffe verbrachte, studierte er Physik in Münster und Stuttgart. Nach der Diplomarbeit im Bereich Strömungslehre und der Promotion zum Doktor-Ingenieur 1955 folgte 1963 die Habilitation. Franz Xaver Wortmann übernahm 1974 die Leitung des Instituts für Aerodynamik und Gasdynamik der Universität Stuttgart. Er untersuchte vor allem Fragen der Turbulenzentstehung und Turbulenzbeeinflussung.
Zusammen mit Richard Eppler und Dieter Althaus leistete er in den späten 1950er-Jahren und den 1960er-Jahren bahnbrechende Arbeiten auf dem Gebiet der Entwicklung von Laminarprofilen nach der inversen Entwurfsmethode. Seine Profilentwürfe (kenntlich am FX für Franz Xaver in ihrem Code) wurden bei vielen Segelflugzeugen der ersten und zweiten GFK-Generation eingesetzt. Bis zum Anfang der 1980er-Jahre hatten fast alle erfolgreichen Segelflugzeuge, wie zum Beispiel ASW 19 (FX 61-163, FX 60-126), ASW 20 (FX K131 mod., FX 60-126), LS 1   (FX 66-S-196), ein Wortmann-Profil.